# برهان بلج
برهان بلج (1 شباط 1899 - 12 كانون الثاني 1967) كان سياسيًا ودبلوماسيًا تركيًا، وكان شخصية بارزة بين المثقفين الشباب خلال الفترات الأولى للجمهورية التركية وشغل منصب ممثل مقاطعة مغلة خلال الدورة الحادية عشرة للجمعية الوطنية التركية [الإنجليزية]. كان مساهمًا منتظمًا في مجلة كادرو [الإنجليزية]، وهي مجلة يسارية مخصصة لـ"المناقشات حول الأيديولوجية واستراتيجية التنمية الاقتصادية". وفي الخمسينيات من القرن العشرين، بدأ الكتابة لصحيفة الحزب الديمقراطي ظافر [الإنجليزية].
وهو والد المفكر التركي البارز مرات بلج والزوج الأول للممثلة زازا جابور (من أيار 1935 إلى كانون الأول 1941)، والتي التقى بها في المجر أثناء عمله سفيراً لتركيا في بودابست. كان جابور يبلغ من العمر 18 عامًا عندما تزوجا ولم يكن لديهما أي أطفال معًا. وكان أيضًا صهر يعقوب قدري كارا عثمان أوغلو.